# 1980年のNBAドラフト
1980年のNBAドラフトは1980年6月10日にニューヨークにおいて開催された。USAネットワークを通じて生中継された。
ドラフトでは23チーム中、東西両カンファレンスで勝率の最も低かった2チーム（デトロイト・ピストンズから指名権のトレードを受けたボストン・セルティックスとユタ・ジャズ
）がコイントスを行い、全体1位指名権が決められた。その結果、ボストン・セルティックスが全体1位指名権を獲得、ジャズが全体2位指名権を獲得した。全体3位指名以降は前年の成績順に順番が定められた。なおドラフト前にセルティックスは全体1位指名権をゴールデンステート・ウォリアーズにトレードし、複数の指名権を獲得した。エクスパンションチームのダラス・マーベリックスには、それぞれのラウンドの11番目指名権が与えられた。このドラフトでは大学で4年間プレーした選手以外に5人の選手がアーリーエントリーを行った。指名は10巡まで行われ214人が指名された。

## ドラフト指名
| PG | ポイントガード | SG | シューティングガード | SF | スモールフォワード | PF | パワーフォワード | C | センター |

| * | バスケットボール殿堂入り      |
| ^ | 現役プレーヤー                |
| S | NBAオールスター               |
| A | オールNBAチーム               |
| R | NBAオールルーキーチーム       |
| D | NBAオールディフェンシブチーム |
| C | NBAチャンピオン               |
| F | ファイナルMVP                 |
| # | NBAでのプレー経験なし         |
| M | シーズンMVP                   |

### 1巡目
| 指名順 | 選手名                         | 経歴        | 国籍           | 指名チーム                                                                           | 出身校など                     |
| ------ | ------------------------------ | ----------- | -------------- | ------------------------------------------------------------------------------------ | ------------------------------ |
| 1      | ジョー・バリー・キャロル (F/C) | S R         | アメリカ合衆国 | ゴールデンステート・ウォリアーズ（デトロイトからボストンを経由して）                 | パデュー                       |
| 2      | ダレル・グリフィス (G) ROY     | R           | アメリカ合衆国 | ユタ・ジャズ                                                                         | ルイビル                       |
| 3      | ケビン・マクヘイル (F/C)       | * S A R D C | アメリカ合衆国 | ボストン・セルティックス（ウォリアーズの指名権）                                     | ミネソタ                       |
| 4      | ケルビン・ランジー (G)         | R           | アメリカ合衆国 | シカゴ・ブルズ（ブレイザーズにトレードされた）                                       | オハイオ州立                   |
| 5      | ジェームズ・レイ (F)           |             | アメリカ合衆国 | デンバー・ナゲッツ                                                                   | ジャクソンビル                 |
| 6      | マイク・オコレン (G/F)         |             | アメリカ合衆国 | ニュージャージー・ネッツ                                                             | ノースカロライナ               |
| 7      | マイク・グミンスキー (C)       |             | アメリカ合衆国 | ニュージャージー・ネッツ（クリッパーズ、ブレイザーズを経た指名権）                   | デューク                       |
| 8      | アンドリュー・トニー (G)       |             | アメリカ合衆国 | フィラデルフィア・セブンティシクサーズ（ペイサーズの指名権）                         | サウスウェスタンルイジアナ     |
| 9      | マイケル・ブルックス (F)       |             | アメリカ合衆国 | サンディエゴ・クリッパーズ（キャブスの指名権）                                       | ラサール                       |
| 10     | ロニー・レスター (G)           |             | アメリカ合衆国 | ポートランド・トレイルブレイザーズ（ブルズにトレードされた）                         | アイオワ                       |
| 11     | キキ・バンダウェイ (F)         | S           | アメリカ合衆国 | ダラス・マーベリックス                                                               | UCLA                           |
| 12     | マイク・ウッドソン (G/F)       |             | アメリカ合衆国 | ニューヨーク・ニックス                                                               | インディアナ                   |
| 13     | リッキー・ブラウン (F/C)       |             | アメリカ合衆国 | ゴールデンステート・ウォリアーズ（ブレッツ、ピストンズ、セルティックスを経た指名権） | ミシシッピ州立                 |
| 14     | ウェズ・マシューズ (G)         |             | アメリカ合衆国 | ワシントン・ブレッツ（ロケッツの指名権）                                             | ウィスコンシン                 |
| 15     | レジー・ジョンソン (F/C)       |             | アメリカ合衆国 | サンアントニオ・スパーズ                                                             | テネシー                       |
| 16     | チャールズ・ホイットニー (G/F) |             | アメリカ合衆国 | カンザスシティ・キングス                                                             | ノースカロライナ州立           |
| 17     | ラリー・ドリュー (G)           |             | アメリカ合衆国 | デトロイト・ピストンズ（バックスの指名権）                                           | ミズーリ                       |
| 18     | ドン・コリンズ (G/F)           |             | アメリカ合衆国 | アトランタ・ホークス                                                                 | ワシントン州立                 |
| 19     | ジョン・デューレン (G)         |             | アメリカ合衆国 | ユタ・ジャズ（サンズの指名権）                                                       | ジョージタウン                 |
| 20     | ビル・ハンズリック (G/F)       |             | アメリカ合衆国 | シアトル・スーパーソニックス                                                         | ノートルダム                   |
| 21     | モンティ・デービス (F)         |             | アメリカ合衆国 | フィラデルフィア・セブンティシクサーズ                                               | テネシー州立                   |
| 22     | チャド・キンチ (G)             |             | アメリカ合衆国 | クリーブランド・キャバリアーズ（レイカーズの指名権）                                 | ノースカロライナ大シャーロット |
| 23     | カール・ニックス (C)           |             | アメリカ合衆国 | デンバー・ナゲッツ（セルティックスの指名権）                                         | インディアナ州立               |

### 1巡目指名以外の主な選手
| 指名順 | 選手名                     | 経歴 | 国籍           | 指名チーム                                                   | 出身校など               |
| ------ | -------------------------- | ---- | -------------- | ------------------------------------------------------------ | ------------------------ |
| 24     | ラリー・スミス (F/C)       | R    | アメリカ合衆国 | ゴールデンステート・ウォリアーズ（ピストンズの指名権）       | アルコーン州立           |
| 25     | ジェフ・ルーランド (F/C)   | S    | アメリカ合衆国 | ゴールデンステート・ウォリアーズ（ブレッツにトレードされた） | アイオナ                 |
| 29     | ルイス・オーア (F)         |      | アメリカ合衆国 | インディアナ・ペイサーズ（ネッツの指名権）                   | シラキューズ             |
| 30     | ケニー・ナット (G)         |      | アメリカ合衆国 | インディアナ・ペイサーズ（クリッパーズの指名権）             | ノースイーストルイジアナ |
| 35     | リック・マホーン (F/C)     |      | アメリカ合衆国 | ワシントン・ブレッツ                                         | ハンプトン               |
| 37     | バッチ・カーター (G)       |      | アメリカ合衆国 | ロサンゼルス・レイカーズ（スパーズの指名権）                 | インディアナ             |
| 41     | ジャワン・オルドハム (C)   |      | アメリカ合衆国 | デンバー・ナゲッツ（ホークス、ジャズを経た指名権）           | シアトル                 |
| 47     | カート・ニンフィアス (F/C) |      | アメリカ合衆国 | デンバー・ナゲッツ（ピストンズの指名権）                     | アリゾナ州立             |
| 58     | カート・ランビス (F)       |      | アメリカ合衆国 | ニューヨーク・ニックス                                       | サンタクララ             |
| 70     | ダーウィン・クック (G)     |      | アメリカ合衆国 | デトロイト・ピストンズ                                       | ポートランド             |
| 75     | ロニー・スパロー (G)       |      | アメリカ合衆国 | ニュージャージー・ネッツ                                     | ヴィラノヴァ             |

## トレード

### ドラフト当日のトレード
シカゴ・ブルズが全体4位で指名したケルビン・ランジー、1981年ドラフト1巡指名権とポートランド・トレイルブレイザーズが全体10位で指名したロニー・レスターと1981年のドラフト1巡指名権がトレードされた。
ワシントン・ブレッツは1981年のドラフト2巡指名権と引換にゴールデンステート・ウォリアーズが全体25位で指名したジェフ・ルーランドを獲得した。

### ドラフト前のトレード
1980年6月9日、ゴールデンステート・ウォリアーズは全体1位、全体13位指名権をロバート・パリッシュ及び全体3位指名権と引換にボストン・セルティックスから獲得した。なおセルティックスが持っていたドラフト全体1位指名権は、1979年9月6日にボブ・マカドゥーをデトロイト・ピストンズにトレードしたことで獲得したものである。このトレードは、1979年7月24日にセルティックスがピストンズのM・L・カーとサインを結んだ補償によるものであった。なお、ピストンズは、1979年7月12日にワシントン・ブレッツがケビン・ポーターとサインした補償に1980年、1982年のドラフト1巡指名権を獲得していた。このトレードにより、ウォリアーズはジョー・バリー・キャロル、リッキー・ブラウンを指名、セルティックスはケビン・マクヘイルを1巡で指名した。